# Bill Mitchell

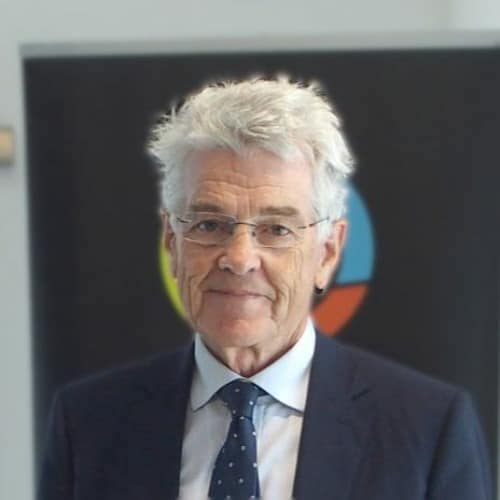
Bill Mitchell

William Francis "Bill" Mitchell, född 1952, är professor i ekonomi vid  Charles Darwin University i Nordterritoriet, Australien, efter att under 25 år ha varit professor vid University of Newcastle i Newcastle, New South Wales.

## Liv
Bill Mitchell föddes i ett arbetarklasshem i Glenhuntly, Victoria, 1952 och har följande akademiska meriter: PhD in Economics, University of Newcastle, 1998; Bachelor of Commerce, Deakin University, 1977; Master of Economics Monash University, 1982. 

## Vetenskaplig strävan
Bill Mitchell förespråkar aktiv ekonomisk regeringspolitik och användande av budgetunderskott som medel för ekonomisk produktivitet. Han är ledare för Centre of Full Employment and Equity (CofFEE), en forskarorganisation vars fokus är riktat mot politiska metoder, som kan återställa full sysselsättning och uppnå en ekonomi som ger "rättmätigt utfall åt alla". Mitchell är en flitig deltagare i olika offentliga och samhälleliga aktiviteter i frågor om politik, ekonomi och miljö. Som motståndare till nyliberala ekonomiska teorier och tillämpningar ifrågasätter han den "historierevisionism", som anammats av såväl konservativa ekonomer som de i mittfåran, särskilt beträffande New Deal.

## Full Employment Abandoned
Mitchells mest kända skrift hittills är Full Employment Abandoned: Shifting Sands and Policy Failures (2008), skriven tillsammans med Joan Muysken, professor i ekonomi vid universitetet i Maastricht, Nederländerna. Författarna undersöker där hur den teoretiska analysen av arbetslöshetens natur och orsaker utvecklats under de senaste 150 åren. De hävdar att skiftet från att analysera arbetslöshet som något oönskat och opåverkbart till begreppet "naturlig" arbetslöshetsnivå ligger bakom den "ideologiska motreaktion" mot statlig intervention sådan den förespråkats inom ramen för fri ekonomi av Keynes på trettiotalet. Författarna hävdar vidare att arbetslöshet återspeglar systematiska politiska tillkortakommanden snarare än att det beror på enskildas attityder eller alltför generös välfärd. De presenterar en teoretisk och empirisk kritik av den nyliberala synen och föreslår att återställandet av full sysselsättning tillsammans med prisstabilitet är gångbart som politiskt mål, något som kan uppnås genom en aktiv skattepolitik.
Begreppet "jobbgaranti" presenteras och utvecklas: staten ska garantera arbete åt varje villig och arbetsförmögen vuxen genom att betala en lön satt något under minimilönen.

## Musiker
Mitchell är fulländad musiker som spelat gitarr professionellt i olika band. För närvarande spelar han i det Newcastlebaserade swingbluesbandet The Blues Box.
Mitchell påstår halvt på skämt att han som musiker skulle vara folk till mer glädje än som akademisk ekonomivetare, en dubiös profession, som inte kunde förutse finanskraschen 2008 och som för närvarande förespråkar permanent arbetslöshet

## Journalist
Mitchell startade 1995 webbplatsen "Bill’s Cycling Racing Results and News", sedermera cyclingnews.com, som under hans tid som redaktör utvecklades till världens ledande webbplats om internationell cykelsport, en position som den håller ännu 2013. Webbplatsen blev så framgångsrik att Bill Mitchell 1999 beslutade sig för att sälja den för att i stället koncentrera sig på familj och arbete.